# Sage van de Helgelandbergen
De  sage van de Helgelandbergen is een van de titels die gegeven wordt aan een Noors volksverhaal.

## Inhoud van de sage
Er heersten in Hålogaland in het noorden, gescheiden door de Vestfjord, twee machtige vorsten: Vågakallen en de Koning van Sulitjelma. Beiden hadden ze problemen met hun kinderen. Vågakallen had een ongehoorzame zoon, Hestmannen, die de liefde ontdekt had, en de Koning van Sulitjelma had zeven dochters die nogal koppig van aard waren. Ten einde raad stuurde hij ze naar het eiland Landego nabij Bodø waar ook de mooie Lekamøya ('de speelmaagd') woonde.

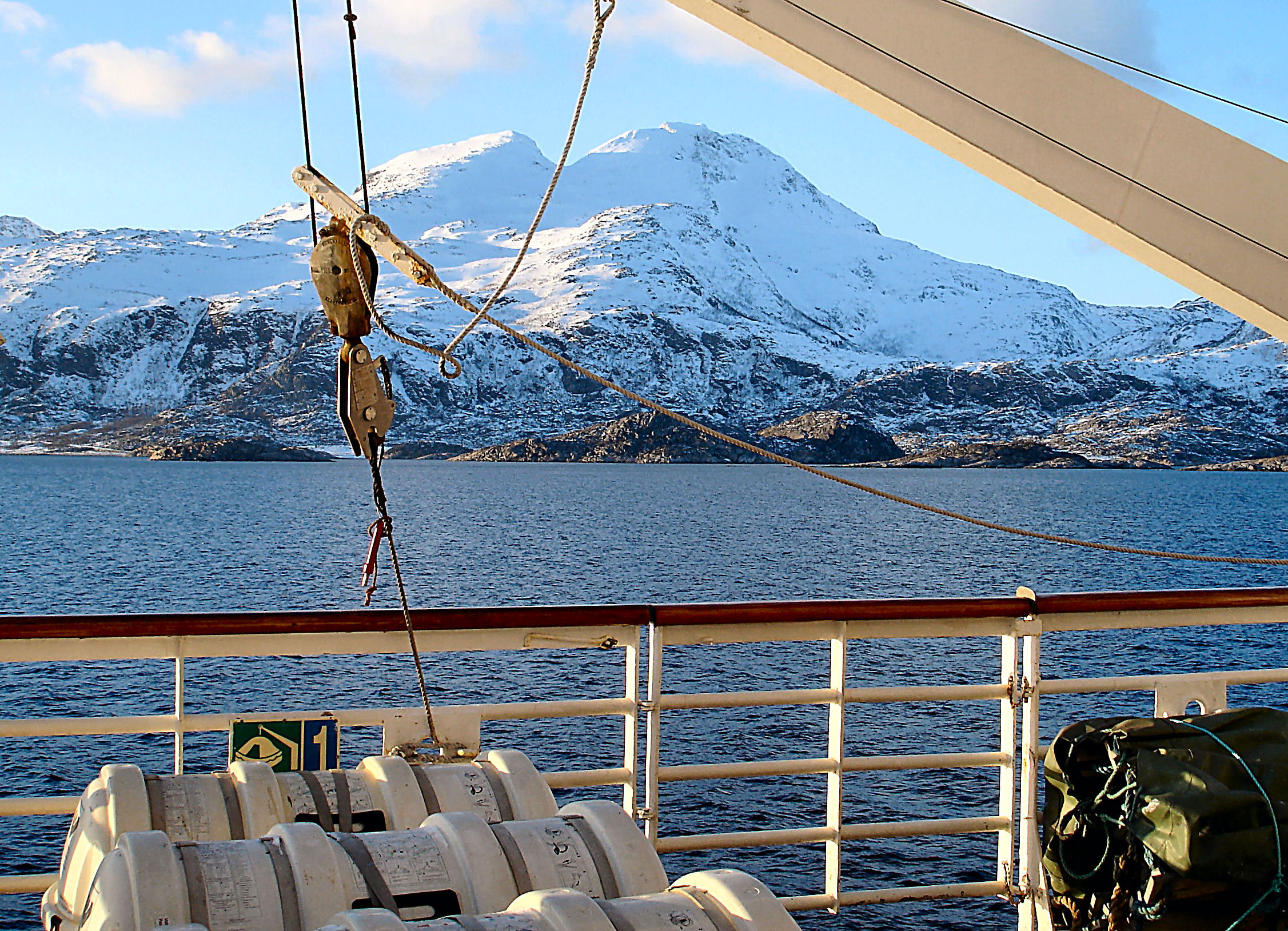
Ryptalstinden en Kvigtinden op het eiland Landego

Op een zwoele zomeravond ziet Hestmannen hoe Lekamøya en de zeven zusters naakt bij Landego in zee baden. Een blik volstaat om zijn hartstocht voor Lekamøya te doen ontbranden. Ter plekke beslist hij haar om middernacht te schaken.
Hij zadelt zijn paard, en in volle uitrusting, met wapperende helmbos en brede mantel, komt hij op de jonge dames afgestormd die natuurlijk met bekwame spoed op de vlucht slaan.
Ze vluchten naar het zuiden tot de zeven zusters van vermoeidheid in Alstahaug ten zuiden van Sandnessjøen belanden. Alleen Lekamøya heeft nog adem genoeg en vlucht verder zuidwaarts. 

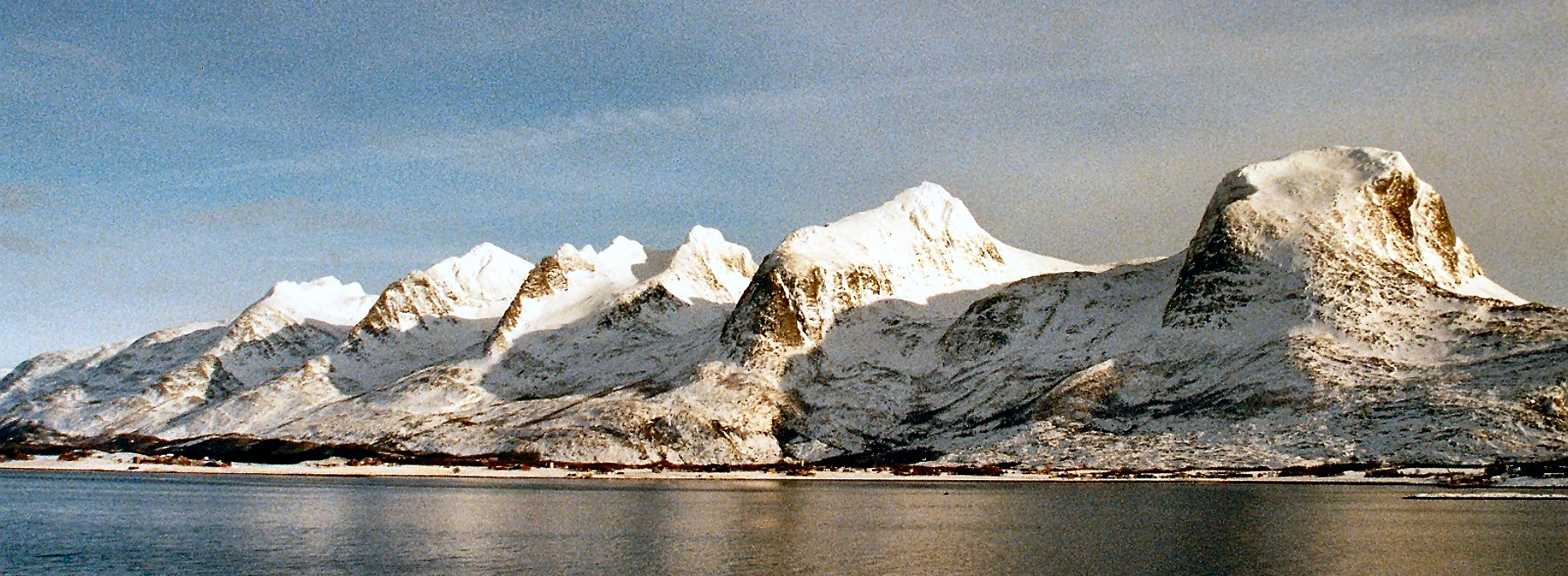
De Zeven Zusters (De syv søstre)

De vlucht is niet onopgemerkt gebleven. De Koning van de Sømnabergen ten oosten van Brønnøysund volgt met bijzondere aandacht de gebeurtenissen. En wanneer de dageraad nadert, ziet hij tot zijn ontzetting dat de ontgoochelde Hestmannen zijn boog klaarmaakt om te pogen Lekamøya te treffen.
Terwijl de pijl zijn noodlottige tocht begint, werpt de koning zijn hoed in de baan en redt zo Lekamøya van een gewisse dood. De doorboorde hoed valt neer bij Torgar.

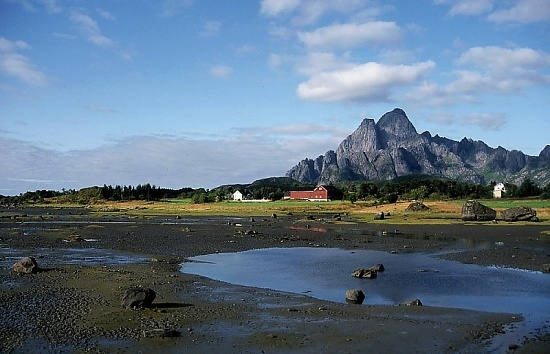
Vågakallen

Door al dit tumult zijn onze acteurs echter vergeten dat de zon 's morgens opgaat. En ze versteenden allemaal: Lekamøya werd het eiland Leka ten noorden van Rørvik, de hoed van de Sømnakoning is Torghatten, enkele kilometers ten zuiden van Brønnøysund, de zeven zusters vormen de achtergrond van Alstahaug, Hestmannen werd het eiland Hestmannøy op de poolcirkel. Zelfs Vågakallen vinden we terug als een 942 m hoge berg bij Henningsvær op de Lofoteneilanden.